# Iván Aurrecoechea
Iván Aurrecoechea Alcolado (Madrid, 19 de noviembre de 1995) es un jugador de baloncesto español. Con 2,03 metros de altura juega en la posición de Ala-Pívot en el Covirán Granada de la Liga Endesa.

## Trayectoria
Formado en las categorías inferiores del Basket Torrejón desde los cinco años de edad hasta los dieciocho, debutó en 2013 con el equipo filial del Estudiantes en Liga EBA antes de hacerlo en LEB Plata con el CB Guadalajara, disputando 27 partidos con promedios de 2.9 puntos y 2.5 rebotes en la temporada 2014/15. Seguidamente se enroló en la Canarias Basketball Academy, desde donde viajó a Estados Unidos para realizar carrera universitaria, primeramente en el Junior College de Indian Hills y posteriormente completando sus dos últimos años de formación en la Universidad Estatal de Nuevo México, donde jugó con los Aggies en la División I de la NCAA. Se graduó en la temporada 2019/20 con promedios de 11.4 puntos y 5.6 rebotes, siendo galardonado como integrante del Quinteto Ideal de la Conferencia WAC.
El 29 de agosto de 2020 firmó su primer contrato como profesional con el Þór Akureyri de la Domino's deildin islandesa. En dicha competición logró medias de 20.3 puntos y 11.3 rebotes en la temporada 2020/21, a cuya finalización abandonó el club. En la temporada 2021/22 continuó en Islandia y firmó con el UMF Grindavik, promediando 19.2 puntos, 10.8 rebotes y 2.2 asistencias.
En mayo de 2022 se incorpora al Colegio Los Leones de Quilpé para disputar los playoffs de la liga chilena. Participa en 12 encuentros con medias de 13.4 puntos y 7.3 rebotes, alcanzando el subcampeonato.
El 5 de agosto de 2022, firma por el Albacete Basket para disputar la Liga LEB Oro durante la temporada 2022-23.
El 16 de mayo de 2023, firma por el CB Estudiantes de la Liga LEB Oro, para disputar los play-offs de ascenso a Liga Endesa.
El 16 de julio de 2023, firma por el Gipuzkoa Basket de Liga LEB Oro.
El 20 de junio de 2024, firma por el Covirán Granada de la Liga Endesa.